# 赤坂祐二
赤坂 祐二（あかさか ゆうじ、1962年（昭和37年）1月3日 - ）は、日本の経営者、技術者。日本航空代表取締役会長。

## 経歴
北海道札幌市出身。少年時代はプラモデルの戦闘機が好きで狸小路の中川ライター店に通い、中学生の頃から航空機の設計に関心を持った。小学生時代はのちに本田技研工業の社長となる三部敏宏と少年野球で一緒にプレーし仲が良かった。中学1年で三部の転居のため離ればなれになったが、社長となってから再会している。札幌北高等学校時代はスキージャンプの選手だった。
国産航空機の設計に携わりたいと考えたことから、東京大学の航空学科に進み、1987年に同大学大学院工学系研究科を修了後、同年技術系として日本航空入社。整備畑を歩み、執行役員整備本部長、JALエンジニアリング社長、常務執行役員などを経て、2018年4月第13代目社長に就任。2024年4月に会長に就任。2025年1月24日、JALの機長と副機長が運航前日に社内規定値を超えるアルコール量を摂取し、同社に報告せず運航業務にあたっていた問題で、国土交通省から業務改善勧告を受けた同社は赤坂を安全統括管理者から解任した。2025年6月代表権を外れ、会長に再任予定。
趣味は飛行機のプラモデル作り。客として飛行機に乗ることも好きだという。